# أستاذ ورئيس قسم (مسلسل)
أستاذ ورئيس قسم هو مسلسل مصري عرض في رمضان 2015 على إم بي سي 1 وإم بي سي مصر من بطولة عادل إمام إخراج وائل إحسان وتأليف يوسف معاطي.

## القصة
يجسد عادل إمام في المسلسل شخصية أستاذ جامعي يساري الفكر يعمل في كلية الزراعة، وثائر على الأوضاع السياسية قبل ثورة 2011. مشكلة زواجه الرئيسية هي عدم إنجابه، يخوض أحداث ثورة 25 يناير ويتزامن ذلك مع انفصاله عن زوجته بسبب عدم الإنجاب وخوضه تجربة تولي منصب حكومي كبير في الفترة التي تلت ثورة 25 يناير، وخوضه صراعات شخصية تتزامن مع مفاجآت شخصية جديدة وصادمة تظهر في حياته وفي نهاية المسلسل يقوم فوزي جمعة عادل إمام بعمل موقف طريف حيث يسقط ارضا متظاهرا بالموت وهو نفس الموقف الطريف الذي قام به مع اوح أحد من لجا اليه للهرب من الحكومة والنهاية كانت جميلة جدا حيث يعود عادل إمام إلى مصر بعد أن أراد الهجرة إلى خارج البلاد ويحتفل مع أهله وأقاربه والمصريون جميعا بالثورة.

## المشاركين في المسلسل

### التمثيل
| - عادل إمام (فوزي) - نجوى إبراهيم (كريمة) - أحمد بدير (دكتور نافع) - هيثم أحمد زكي (فتحي) - لقاء سويدان (أحلام) - انتصار (نولة) - أحمد راتب (مؤمن العيوطي) - سعيد طرابيك (الحاج شحته) - محمد عبد الرحمن (شحاتة) - رشا مهدي (سلوى حسونة) - ياسر علي ماهر (اللواء مختار سلامة) - أحمد فؤاد سليم علي (اللواء عبدالرحمن) - محمد كريم (نجل رئيس الوزراء) - محمد الشقنقيري (عوض) - طارق عبد العزيز (متولي) - علي ربيع (مجدي) - عبد الرحمن أبو زهرة (جرجس) - عادل أمين (رئيس الجامعة) - أحمد منير (سائق تاكسي) | - وفاء سالم (سهير زوجة دكتور نافع) - منير مكرم (اسكندر) - محمد فريد (زينهم) - عفاف رشاد (كاميليا) - رشوان توفيق (عبد الكريم الأسيوطي) - إنعام سالوسة (والدة أبو الفتوح) - أيمن الشيوي (المحامي وليد) - تميم عبده (رئيس الوزراء) - يوسف فوزي (حسونة) - علي جمال الدين (من أهالي الشرقية) - صفاء الطوخي (عديلة) - أحمد حلاوة (الحاج مرعي) - أحمد دياب (مدير مستشفي) - سيد صادق (المعلم أبو عجيلة) - عفاف مصطفي (أم بطة) - إسماعيل محمود (فتوح) - عمرو عبد العزيز (سواق تاكسي) - سميرة عبد العزيز (والدة د/ متولي) - ماجد عبد العظيم (اللواء إبراهيم) | - أيمن عبد الرحمن (الدكتور ويليم) - محمد عادل (بشير شقيق متولي) - هادي خفاجة (أحمد ابن اللواء عبد الرحمن) - طارق سليمان (العقيد خالد) - سلمى حسن (عبير زوجة تامر) - محمد ريحان (شيخ الجامع) - محمد أبو الوفا (والد د/متولي) - أحمد فتحي (أبو الفتوح) - صلاح الحسيني (مدير الأمن) - حمدي إسماعيل (أبو زيد) - طارق والي (طبيب) - حمدي حفني (البواب جاد الله) - أحمد سعد (عبد الواحد) - هاني العدوي (الحاج ممدوح) - طارق صبري (علاء حسونة) - أحمد بركات (الطفل عبد الحميد فوزي جمعة) - ملك عاصم (الطفلة هالة) - عفاف رشاد (كاميليا مديرة ملجآ الأيتام) |

### الطاقم
- من تأليف: يوسف معاطي
- إخراج: وائل إحسان.
- مخرج مساعد: ماجد حمود
- ساعد في الإخراج: محمد سيد أنور.
- ملابس:

رفعت عبد الحكيم «منفذ ملابس» أحمد رشدي «م/مصمم الملابس»
- موسيقى:

ياسر عبد الرحمن «تأليف الموسيقى التصويرية»
- إنتاج:

تامر مرسي (سينرجي للإنتاج السينيمائي)